# 夢奈瑠音
夢奈 瑠音（ゆめな るね、2月25日 - ）は、宝塚歌劇団月組に所属する男役スター。
東京都世田谷区、桐朋女子中学校出身。身長168cm。愛称は「るね」。

## 来歴
2008年、宝塚音楽学校入学。
2010年、音楽学校卒業後、宝塚歌劇団に96期生として入団。入団時の成績は7番。月組公演「THE SCARLET PIMPERNEL」で初舞台。その後、月組に配属。
2017年、珠城りょう・愛希れいかトップコンビ大劇場お披露目となる「グランドホテル」で、新人公演初主演。新人公演最終学年となる入団7年目のラストチャンスでの抜擢となった。
2025年11月17日付で月組副組長に就任することが発表された。

## 主な舞台

### 初舞台
- 2010年4 - 5月、月組『THE SCARLET PIMPERNEL（スカーレット ピンパーネル）』（宝塚大劇場）

### 月組時代
- 2010年6 - 7月、『THE SCARLET PIMPERNEL（スカーレット ピンパーネル）』（東京宝塚劇場）
- 2010年9 - 11月、『ジプシー男爵-Der Zigeuner Baron-』『Rhapsodic Moon（ラプソディック・ムーン）』
- 2010年12 - 2011年1月、『STUDIO 54（スタジオ フィフティフォー）』（ドラマシティ・日本青年館） - ホーリー（少年）
- 2011年3 - 5月、『バラの国の王子』 - 新人公演：ヒレンジャク（本役：輝城みつる）『ONE』
- 2011年7 - 10月、『アルジェの男』 - 新人公演：ルネ（本役：煌月爽矢）『Dance Romanesque（ダンス ロマネスク）』
- 2011年11 - 12月、『アリスの恋人』（バウホール・日本青年館）
- 2012年2 - 4月、『エドワード8世』 - 新人公演：ケント公ジョージ（本役：煌月爽矢）『Misty Station』
- 2012年6 - 9月、『ロミオとジュリエット』 - 新人公演：ジョン（本役：有瀬そう）
- 2012年10 - 11月、『春の雪』（バウホール・日本青年館）
- 2013年1 - 3月、『ベルサイユのばら-オスカルとアンドレ編-』 - 新人公演：幼少時代のアンドレ（本役：海乃美月）
- 2013年5月、『月雲（つきぐも）の皇子（みこ）』（バウホール） - 星比古
- 2013年7 - 10月、『ルパン-ARSÈNE LUPIN-』 - 新人公演：ジョゼファン（本役：珠城りょう）『Fantastic Energy!』
- 2013年11 - 12月、『THE MERRY WIDOW』（ドラマシティ・日本青年館） - トニー
- 2013年12月、『月雲（つきぐも）の皇子（みこ）』（天王洲 銀河劇場） - 星比古
- 2014年1月、『New Wave!-月-』（バウホール）
- 2014年3 - 6月、『宝塚をどり』『明日への指針 -センチュリー号の航海日誌-』 - 新人公演：カール六等航海士（本役：珠城りょう）『TAKARAZUKA 花詩集100!!』 - 新人公演：花の紳士A・白の王子（本役：凪七瑠海）／月下美人A（本役：珠城りょう）
- 2014年7 - 8月、『THE KINGDOM』（日本青年館・ドラマシティ） - ユアン
- 2014年9 - 12月、『PUCK（パック）』 - 新人公演：スナウト（本役：紫門ゆりや）『CRYSTAL TAKARAZUKA-イメージの結晶-』
- 2015年1 - 2月、『Bandito（バンディート）-義賊 サルヴァトーレ・ジュリアーノ-』（バウホール・日本青年館） - ジュゼッペ・マンチーノ
- 2015年4 - 7月、『1789-バスティーユの恋人たち-』 - 新人公演：カミーユ・デムーラン（本役：凪七瑠海）[5]
- 2015年8 - 9月、『A-EN（エイエン） ARTHUR VERSION』（バウホール） - ルーベルト・ヒルティ[5]
- 2015年11 - 2016年2月、『舞音-MANON-』 - バオ、新人公演：カオ（本役：朝美絢）『GOLDEN JAZZ』
- 2016年3 - 4月、『激情』 - ナザーロ『Apasionado（アパショナード）!!III』（全国ツアー）
- 2016年6 - 9月、『NOBUNAGA〈信長〉-下天の夢-』 - 加藤弥三郎、新人公演：明智光秀（本役：凪七瑠海）『Forever LOVE!!』[5][3]
- 2016年10月、『FALSTAFF』（バウホール） - バルサザー／仮面の男
- 2017年1 - 3月、『グランドホテル』 - ジミーB、新人公演：フェリックス・フォン・ガイゲルン男爵（本役：珠城りょう）『カルーセル輪舞曲（ロンド）』 新人公演初主演[5][6]
- 2017年4 - 5月、『瑠璃色の刻（とき）』（ドラマシティ・TBS赤坂ACTシアター） - フィリッポ
- 2017年7 - 10月、『All for One』 - マチュー／銃士
- 2018年2 - 5月、『カンパニー-努力（レッスン）、情熱（パッション）、そして仲間たち（カンパニー）-』 - バーバリアン『BADDY（バッディ）-悪党（ヤツ）は月からやって来る-』
- 2018年7月、『愛聖女（サントダムール）-Sainte♡d’Amour-』（バウホール） - シドニー・オンドリィ
- 2018年8 - 11月、『エリザベート-愛と死の輪舞（ロンド）-』 - 黒天使[5]
- 2019年1月、『Anna Karenina（アンナ・カレーニナ）』（バウホール） - コンスタンチン・レーヴィン（コスチャ）
- 2019年3 - 6月、『夢現無双』 - 吉岡伝七郎『クルンテープ 天使の都』[5]
- 2019年7 - 8月、『ON THE TOWN（オン・ザ・タウン）』（梅田芸術劇場） - クレア・デ・ルーン[注釈 1]／ヒルディ・エスターハージー[注釈 2][5]
- 2019年10 - 12月、『I AM FROM AUSTRIA-故郷（ふるさと）は甘き調（しら）べ-』 - ヴァルター
- 2020年2月、『赤と黒』（御園座） - ノルベール伯爵
- 2020年9 - 2021年1月、『WELCOME TO TAKARAZUKA-雪と月と花と-』『ピガール狂騒曲』 - フィリップ
- 2021年2月、『ダル・レークの恋』（TBS赤坂ACTシアター） - 金の男／パリジャン
- 2021年3月、『ダル・レークの恋』（ドラマシティ） - クリスナ・クマール
- 2021年5 - 8月、『桜嵐記（おうらんき）』 - 北畠顕家『Dream Chaser』
- 2021年10 - 11月、『川霧の橋』 - 巳之吉／嘉兵衛『Dream Chaser-新たな夢へ-』（博多座）
- 2022年1 - 3月、『今夜、ロマンス劇場で』 - 清水大輔『FULL SWING!』[2]
- 2022年5月、『Rain on Neptune』（舞浜アンフィシアター） - ピック♠[2]
- 2022年7 - 10月、『グレート・ギャツビー』 - ラウル
- 2022年11 - 12月、『ブラック・ジャック 危険な賭け』 - レポーター『FULL SWING!』（全国ツアー）
- 2023年2 - 4月、『応天の門』 - 伴善男『Deep Sea-海神たちのカルナバル-』
- 2023年6月、『DEATH TAKES A HOLIDAY』（東急シアターオーブ） - エリック・フェントン少佐
- 2023年8 - 11月、『フリューゲル-君がくれた翼-』 - フランツ・クライン『万華鏡百景色（ばんかきょうひゃくげしき）』
- 2024年1 - 2月、『Golden Dead Schiele』（バウホール） - グスタフ・クリムト[8]
- 2024年3 - 7月、『Eternal Voice 消え残る想い』 - ザンダー『Grande TAKARAZUKA 110!』
- 2024年8 - 9月、『琥珀色の雨にぬれて』 - シャルル・ドゥ・ノアーユ子爵『Grande TAKARAZUKA 110!』（全国ツアー）
- 2024年11 - 2025年3月、『ゴールデン・リバティ』 - フランク・モートン『PHOENIX RISING（フェニックス・ライジング）』
- 2025年4 - 5月、『花の業平』 - 安部清行『PHOENIX RISING』（全国ツアー）
- 2025年7 - 11月、『GUYS AND DOLLS』 - ベニー・サウスストリート

## 出演イベント
- 2016年11月、凪七瑠海ディナーショー『Evolution!』[9]
- 2017年11 - 12月、宇月颯ミュージック・パフォーマンス『MOON SKIP』[10]
- 2017年12月、タカラヅカスペシャル2017『ジュテーム・レビュー-モン・パリ誕生90周年-』
- 2018年12月、タカラヅカスペシャル2018『Say! Hey! Show Up!!』

## 広告・CM
- 2019年7月 - 、エーツーケア株式会社『A2Care除菌消臭スプレー』[5]